# ظهرة الاحمود (العدين)

تعديل مصدري - تعديل

ظهرة الاحمود محلة تابعة لقرية القفر، التابعة لعزلة قداس بمديرية العدين إحدى مديريات محافظة إب في الجمهورية اليمنية، بلغ تعداد سكانها 124 حسب تعداد اليمن لعام 2004.